# Pere Riba (Tennisspieler)
Pere Riba Madrid (* 7. April 1988 in Barcelona) ist ein ehemaliger spanischer Tennisspieler und heutiger -trainer.

## Laufbahn

### Bis 2006: Juniorenkarriere und erste Erfahrungen als Profi
Pere Riba begann im Alter von sechs Jahren Tennis zu spielen. Sein erster großer Erfolg war der Gewinn des Junioren-Davis-Cup mit Spanien im Oktober 2004. Bereits im Alter von 16 Jahren konnte er sich für Future-Turniere im Herrenbereich qualifizieren und dort Spiele gewinnen. Im Mai 2005 erreichte er sein erstes Future-Finale.

### 2007–2009: ATP-Debüt und Erfolge auf der Challenger Tour
Es sollte bis zum Juni 2007 dauern, bis er erstmals ein Future-Turnier gewonnen hat. Zudem gelangen ihm zwischen April und August 2007 fünf weitere Future-Finalteilnahmen und der Einzug in die Top 400 der Weltrangliste. Im Juli 2007 qualifizierte sich Riba in Umag zum ersten Mal für ein Turnier der ATP World Tour, und gegen Luka Belić gewann er gleich sein erstes ATP-Match, bevor er gegen den ehemaligen Weltranglistenersten Carlos Moyá aus Spanien verlor. Den Rest des Jahres verbrachte er auf Challenger-Turnieren, kam dort jedoch nie über das Viertelfinale hinaus.
Dies änderte sich im Jahr darauf, als er im Juli 2008 in Međugorje das Finale erreichte und zwei Monate später in Sevilla seinen ersten Challenger-Titel gewann. Zudem nahm Riba in diesem Jahr bei den French Open erstmals an der Qualifikation für ein Grand-Slam-Turnier teil, schied jedoch schon in der ersten Runde aus. Mit seinen Erfolgen auf der Challenger Tour sowie zwei Future-Titeln zu Beginn des Jahres stieg Riba 2008 bis auf Platz 155 der Weltrangliste.
Auch 2009 gelang Riba nicht die Qualifikation für eines der Grand-Slam-Turniere, dafür konnte er sich aber bei den ATP-Turnieren von Hamburg und Bukarest qualifizieren und jeweils die zweite Runde erreichen. Dabei besiegte er in Hamburg mit Jewgeni Koroljow erstmals einen Spieler aus den Top 100 der Weltrangliste. Weitere Erfolge in diesem Jahr waren die Titelverteidigung beim Challenger-Turnier von Sevilla sowie Challenger-Finalteilnahmen in Tanger, Brașov und Florianópolis.

### 2010–2011: Grand-Slam-Debüt und Etablierung in den Top 100
Da er mittlerweile bis auf Platz 121 der Weltrangliste geklettert war, war Riba beim ATP-Turnier von Santiago de Chile direkt qualifiziert, und erreichte dort die zweite Runde. Nach seinem dritten Challenger-Titel in Barletta wurde Pere Riba im April 2010 erstmals in den Top 100 der Weltrangliste geführt. Er war nach Rafael Nadal der zweitjüngste Spanier, dem dies gelang. Durch seine Weltranglistenposition war Riba bei den French Open direkt für das Hauptfeld qualifiziert und besiegte bei seinem ersten Grand-Slam-Match den Franzosen Marc Gicquel. In der zweiten Runde war er jedoch seinem Landsmann Juan Carlos Ferrero nach zwei umkämpften ersten Sätzen letztendlich in vier Sätzen unterlegen. Im Doppel erreichte er an der Seite von Marc López sogar das Viertelfinale. Im Juni 2010 gewann Riba in Bytom seinen vierten Challenger-Titel, schied jedoch anschließend in Wimbledon bereits in der ersten Runde aus. Einen Monat später konnte er sich wie schon im Jahr zuvor für das Hauptfeld der German Open in Hamburg qualifizieren und zog nach zwei Dreisatzsiegen über Paul-Henri Mathieu und Albert Montañés erstmals in die dritte Runde eines ATP-Turniers ein. Auch wenn er dort in drei Sätzen gegen Potito Starace verlor, erreichte er durch diesen Erfolg mit Platz 73 seine bis dahin beste Weltranglistenposition. Im weiteren Saisonverlauf konnte er kein weiteres ATP-Match mehr gewinnen; bei den US Open schied er in der ersten Runde in fünf Sätzen gegen den Qualifikanten Adrian Mannarino aus. Im September 2010 verlor er bei den Challenger-Turnieren von Sevilla und Banja Luka jeweils im Finale, bevor er im November 2010 beim Saisonabschluss in Cancún gegen Carlos Berlocq seinen dritten Titel in dieser Saison gewinnen konnte.
Im Januar 2011 konnte Pere Riba nach Erstrundenniederlagen in Doha und Auckland bei seinem Australian-Open-Debüt durch einen Sieg über Carsten Ball zum zweiten Mal die zweite Runde eines Grand-Slam-Turniers erreichen. Dort war er jedoch chancenlos gegen den an Position 11 gesetzten Jürgen Melzer. Nach mehreren Erstrundenniederlagen erreichte Riba im April 2011 beim ATP-Turnier in Casablanca das Viertelfinale, wo er sich dem späteren Turniersieger Pablo Andújar geschlagen geben musste. Bei den Masters-Turnieren in Monte Carlo und Madrid kam Pere Riba jeweils als Qualifikant in die zweite Runde und besiegte dabei die Top-50-Spieler Potito Starace und Kei Nishikori. Nach seiner Erstrundenniederlage gegen Igor Andrejew beim Masters in Rom erreichte Riba mit dem 65. Platz der Weltrangliste die beste Platzierung seiner Karriere. Auch bei den French Open konnte er wie schon im Vorjahr durch einen Sieg über Ivan Dodig die zweite Runde erreichen, wo er dem an Position 29 gesetzten Janko Tipsarević klar unterlegen war. In Wimbledon verlor Riba schon in der ersten Runde gegen Robin Haase. Im August 2011 erreichte Pere Riba nach einer Zweitrundenniederlage beim ATP-Turnier von Kitzbühel beim Challenger-Turnier von San Sebastián das Finale, unterlag dort jedoch Albert Ramos Viñolas. Bei den US Open unterlag er in der ersten Runde Carlos Berlocq. Beim Challenger-Turnier in Banja Luka verlor er im Finale gegen Blaž Kavčič.

### 2012–2017: Operationen und wiederholte Comebacks
Im Jahr 2012 erreichte Riba bei den Australian Open mit einem Sieg über Albert Montañés erneut die zweite Runde, wo er jedoch gegen Philipp Kohlschreiber unterlag. Des Weiteren konnte er kein Match auf der World Tour gewinnen. Er beendete wegen einer Operation die Saison Mitte April 2012.
Im Februar 2013 kehrte Riba in Viña del Mar auf die World Tour zurück. Hier unterlag er in der ersten Runde seinem Landsmann Tommy Robredo in zwei Sätzen. Bei den French Open 2013 überstand Riba die Qualifikation, konnte sich aber in der ersten Runde nicht gegen Lukáš Rosol durchsetzen. Im Juli konnte er das Challenger-Finale in Todi gegen Santiago Giraldo für sich entscheiden. Drei Wochen später stand er im Challenger-Finale von Orbetello, das er gegen Filippo Volandri verlor. Im September kassierte Riba ebenfalls im Finale des Challenger-Turniers in Stettin gegen Alexander Nedowessow eine Niederlage.
Im März 2014 gewann Riba den Titel beim Challenger-Turnier in Panama-Stadt gegen Blaž Rola. Eine Woche später gewann er mit seinem Partner Pablo Cuevas die Doppelkonkurrenz des Challenger-Turniers in Barranquilla. Mit dem Finaleinzug in Mersin, in dem er gegen Damir Džumhur verlor, konnte sich Riba erstmals seit seiner Operation wieder in den Top 100 der Weltrangliste positionieren. Auch im Challenger-Finale von Arad unterlag er Damir Džumhur. In Mailand konnte er das Challengerfinale ebenfalls nicht gewinnen, der Sieger war Albert Ramos Viñolas. Zum Ende der Saison musste Riba mehrere Matches aufgrund einer Verletzung aufgeben. So ließ er sich zur Zeit des Saisonwechsels erneut operieren.
Er kehrte im Mai 2015 wieder auf die Challenger Tour zurück und konnte im August in Meerbusch erstmals wieder ein Halbfinale erreichen, das er gegen Carlos Berlocq verlor. In Sibiu erreichte er im September das Finale, bei dem er sich Adrian Ungur geschlagen geben musste.
2016 konnte er nur das Challenger-Finale von Vicenza erreichen. Dieses konnte Guido Andreozzi für sich entscheiden. Beim Challenger im brasilianischen Curitiba konnte er sich gemeinsam mit seinem Doppelpartner Rubén Ramírez Hidalgo gegen die Paarung André Ghem/Fabrício Neis den Titel sichern.
Im Jahr 2017 konnte Pere Riba kein Match bei einem Turnier der Challenger oder World Tour gewinnen. Zwischen Mai und Dezember bestritt er kein Match, weil er erneut operiert werden musste. Im Dezember kehrte er auf die ITF Tour zurück.

### 2018–2020: Unfall und Karriereende
2018 konnte Riba sich für keinen Challenger qualifizieren. Beim Challenger in Tallahassee konnte er in der Qualifikation gegen Martín Cuevas sein erstes Match nach vier Monaten gewinnen. Bei der Abreise aus Tallahassee war er am 26. April 2018 in einen Autounfall verwickelt. Er saß auf der Rückbank eines Wagens, der an einer roten Ampel hielt, als ein anderes Auto mit dem stehenden Wagen auf Höhe von Ribas Tür kollidierte. Danach musste er ins Krankenhaus gebracht werden. Er erlitt einen Leistenbruch und Verletzungen im Hüftbereich, so dass er in der Folgezeit Probleme mit seinen Gelenken hatte.
Anfang 2019 trat Riba bei drei Turnieren an. Bei allen drei Turnieren musste er schmerzbedingt in der ersten Runde aufgeben. Im April 2020 gab er letztlich seinen Rücktritt aus dem professionellen, aktiven Tennissport bekannt.

## Karriere als Trainer
Gemeinsam mit Marcel Granollers gründete Riba in Barcelona die Tennis-Academy GR Tennis Barcelona, in der Riba als Trainer arbeitet.
Nach kleineren Trainertätigkeiten wurde er 2022 Trainer von Zheng Qinwen, die bis zu Saisonende unter die Top 25 der Welt vorrückte. 2023 begann Riba für die US-Amerikanerin Coco Gauff als Haupttrainer zu arbeiten. Zum Ende der Saison 2023 beendete Riba die Zusammenarbeit mit Gauff trotz ihres Titels bei den US Open aus familiären Gründen. Seit 2024 ist er wieder Trainer von Zheng Qinwen.

## Erfolge
| Legende (Anzahl der Siege)                       |
| Grand Slam                                       |
| Tennis Masters Cup ATP World Tour Finals         |
| ATP Masters Series ATP World Tour Masters 1000   |
| ATP International Series Gold ATP World Tour 500 |
| ATP International Series ATP World Tour 250      |
| ATP Challenger Tour (13)                         |

### Einzel

#### Turniersiege
| Nr. | Datum              | Turnier      | Belag | Finalgegner          | Ergebnis        |
| --- | ------------------ | ------------ | ----- | -------------------- | --------------- |
| 1.  | 13. September 2008 | Sevilla (1)  | Sand  | Enrico Burzi         | 6:1, 6:3        |
| 2.  | 12. September 2009 | Sevilla (2)  | Sand  | Albert Ramos Viñolas | 7:62, 6:2       |
| 3.  | 28. März 2010      | Barletta     | Sand  | Steve Darcis         | 6:3 Aufgabe     |
| 4.  | 20. Juni 2010      | Bytom        | Sand  | Facundo Bagnis       | 6:0, 6:3        |
| 5.  | 21. November 2010  | Cancún       | Sand  | Carlos Berlocq       | 6:4, 6:0        |
| 6.  | 7. Juli 2013       | Todi         | Sand  | Santiago Giraldo     | 7:65, 2:6, 7:66 |
| 7.  | 23. März 2014      | Panama-Stadt | Sand  | Blaž Rola            | 7:5, 5:7, 6:2   |

### Doppel

#### Turniersiege
| Nr. | Datum             | Turnier            | Belag | Partner                 | Finalgegner                        | Ergebnis          |
| --- | ----------------- | ------------------ | ----- | ----------------------- | ---------------------------------- | ----------------- |
| 1.  | 28. Juni 2009     | Reggio nell’Emilia | Sand  | Miguel Ángel López Jaén | Gianluca Naso Walter Trusendi      | 6:4, 6:4          |
| 2.  | 6. September 2009 | Brașov             | Sand  | Pablo Santos González   | Simone Vagnozzi Uros Vico          | 6:3, 6:2          |
| 3.  | 31. Januar 2010   | Bucaramanga        | Sand  | Santiago Ventura        | Marcelo Demoliner Rodrigo Guidolin | 6:2, 6:2          |
| 4.  | 9. Oktober 2010   | Tarragona          | Sand  | Guillermo Olaso         | Pablo Andújar Gerard Granollers    | 7:62, 4:6, [10:5] |
| 5.  | 29. März 2014     | Barranquilla       | Sand  | Pablo Cuevas            | František Čermák Michail Jelgin    | 6:4, 6:3          |
| 6.  | 3. September 2016 | Curitiba           | Sand  | Rubén Ramírez Hidalgo   | André Ghem Fabrício Neis           | 6:73, 6:4, [10:7] |